# Rakousy
Rakousy település Csehországban, Semilyi járásban. Rakousy Malá Skála, Mírová pod Kozákovem, Koberovy és Turnov településekkel határos. Lakosainak száma 101 fő (2024. január 1.).

## Népesség
A település lakosságának változását az alábbi diagram mutatja:
| Lakosok száma | 152  | 145  | 145  | 109  | 97   | 77   | 94   | 94   | 104  | 101  |
|               | 1869 | 1890 | 1921 | 1950 | 1980 | 2001 | 2017 | 2019 | 2022 | 2024 |